# Paulhac (Haute-Garonne)
Paulhac település Franciaországban, Haute-Garonne megyében. Lakosainak száma 1250 fő (2022. január 1.). Paulhac Buzet-sur-Tarn, Bazus, Bessières, Garidech, Gémil, Montastruc-la-Conseillère és Montjoire községekkel határos.

## Népesség
A település népességének változása:
| Lakosok száma | 416  | 577  | 684  | 1068 | 1191 | 1235 | 1236 | 1239 | 1241 | 1250 |
|               | 1968 | 1982 | 1990 | 2006 | 2013 | 2015 | 2017 | 2019 | 2020 | 2022 |